# Ел Гвајабал (Компостела)
Ел Гвајабал (шп. El Guayabal) насеље је у Мексику у савезној држави Најарит у општини Компостела. Насеље се налази на надморској висини од 500 м.

## Становништво
Према подацима из 2005. године у насељу су живела 2 становника.

### Хронологија
| Година       | 2000          | 2005 |
| ------------ | ------------- | ---- |
| Становништво | 125 (63 / 62) | 2    |

### Попис
| # | Индикатор                        | Вредност |
| - | -------------------------------- | -------- |
| 1 | Укупно појединачних домаћинстава | 1        |